# Eilema malanga
Eilema malanga är en fjärilsart som beskrevs av Bethune-Baker 1911. Eilema malanga ingår i släktet Eilema och familjen björnspinnare. Inga underarter finns listade i Catalogue of Life.